# Svatojánská noc

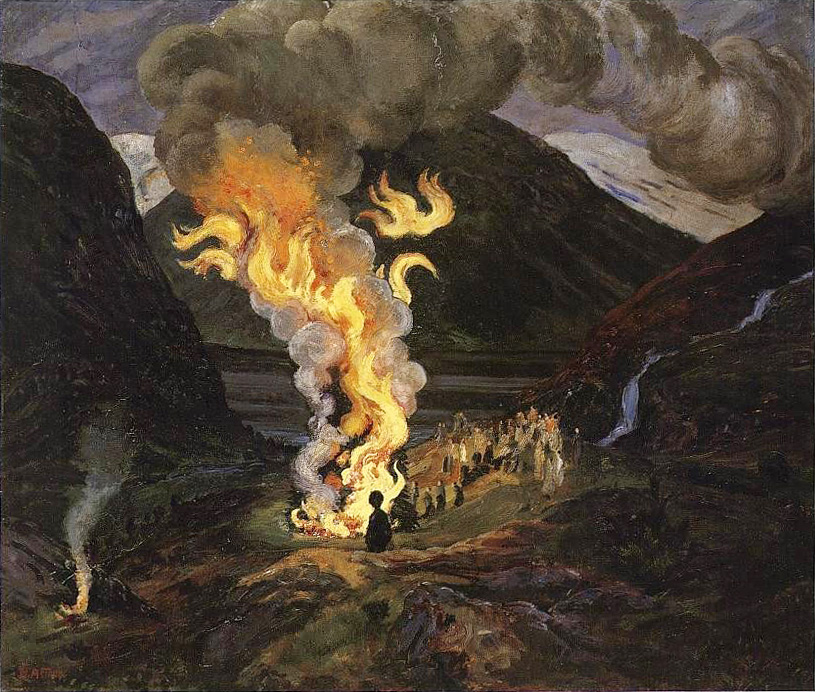
Svatojánská noc, Nikolaj Astrup, 1912.

Svatojánská noc je evropský lidový svátek slavený v předvečer svátku křesťanského světce Jana Křtitele, který spadá na 24. června. Navazuje na předkřesťanské oslavy letního slunovratu, jako jsou slovanská kúpadla nebo anglosaská Litha, a velkou roli při tomto svátku měl především oheň, voda, nahota a zeleň. Typickým prvkem této noci jsou svatojánské ohně, pálené na kopcích. Symbolicky představují slunce, které je v době letního slunovratu na vrcholu sil. Tyto ohně se pro získání síly přeskakují, zapalují se v nich košťata, kterými se pak krouží, v některých částech Evropy se z kopců pouští hořící kola či sudy, symbolizující putující slunce.

## Česko
| Od svatého Jana Křtitele běží slunko k zimě a léto k horku. |
| česká pranostika                                            |

V Česku se na svatojánskou noc na návrších pálily ohně – pálení Jána, svatojána, korunované májkou či ozdobeným smrčkem – jankem. Slavnost doprovázela hostina, tanec a sportování zápolení, také se metala žhavá polena a přeskakoval oheň. Od 18. století se ve větší míře objevují zákazy pálení svatojánských ohňů, především pro nebezpečí požárů, a v polovině 19. století zvyk přežíval jen mezi venkovskou mládeží, zatímco ohně o filipojakubské noci dosud držely. V pranostikách je svatojánská noc považována za počátek léta, i když tento den spadá do období chladnějšího a deštivějšího počasí nazývaného ovčí chladna a medardovské období. Deštivé počasí probíhající přibližně od 21. června do konce měsíce bývá někdy nazýváno (svato)jánské deště. Poté však následuje relativně suché období nazývané pavlovské léto.

### Svatojánské býlí

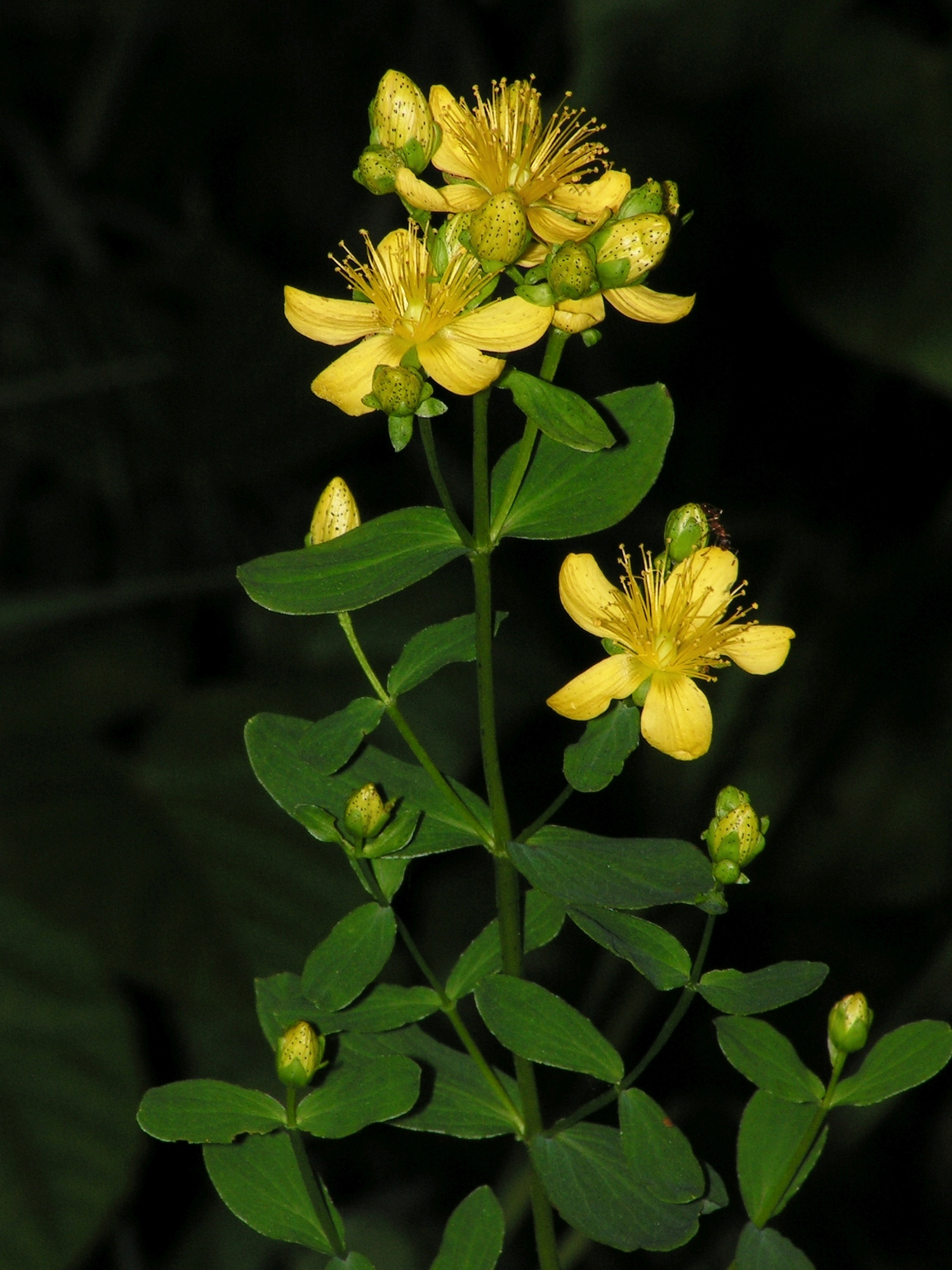
Bylina svatého Jana – třezalka tečkovaná

Důležitým prvkem svatojánských slavností byla svatojánská kytice obsahující zpravidla devět květin. Její skladba se krajově lišila, oblíbená však byla především mateřídouška, mezi další časté byliny patřily následující:
- koření či bylina svatého Jana – třezalka tečkovaná
- svatého Jana černobejl, svatého Jána pás – pelyněk černobýl
- svatého Jana bylina – pelyněk pravý
- kadeř svatojánská – komonice lékařská
- svatojánské zelí – rozchodník prudký
- svatojánská kytka – kopretina bílá
- modrák či modráček – chrpa polní
- slzičky Panny Marie – hvozdík kartouzek či kropenatý
- verbena – sporýš lékařský
- vlčí ocas – blín[5]

Věřilo se, že o svatojánské noci mají čarovné a léčivé byliny největší sílu, kdežto po něm svoji moc ztrácejí. Ze svatojánských bylin se také krajově stlala „svatojánská postýlka“, věřilo se, že lze nalézt kouzelný zlatý kapradinový květ, a květinami se zvenku i zevnitř zdobily domy. Pomocí svatojánských květin se také věštilo, především dívkami zvědavými na svého ženicha, a používaly se k rituální ochraně a očištění.
| Zvon při klekání v předvečer svátku svatého Jana Křtitele zvěstuje, že nastal pravý čas k shánění bylin a koření, dobrých pro vaření a zázračných na léčení. |
| česká pranostika |